# Hassan Yebda
Hassan Yebda (Saint-Maurice, 14 maggio 1984) è un allenatore di calcio ed ex calciatore algerino, di ruolo centrocampista, vice allenatore del Créteil-Lusitanos Under-19.

## Caratteristiche tecniche
Nel 2001 è stato inserito nella lista dei migliori calciatori stilata da Don Balón.

## Carriera

### Club

#### L'esordio all'Auxerre e il passaggio al Lavallois
Cresciuto nelle giovanili dell'Auxerre, milita fino al 2006 nella squadra riserve del club borgognone, nello Championnat de France amateur. Nel gennaio di quell'anno viene ceduto allo Stade Lavallois, in Ligue 2, dove colleziona 14 presenze e una rete.

#### Il passaggio al Le Mans
Nel febbraio dell'anno successivo passa definitivamente al Le Mans, debuttando in Ligue 1 il 17 febbraio 2007 nella sconfitta patita contro il Sochaux, in quella che resterà la sua unica presenza stagionale. Nel 2007-2008 si ritaglia molto più spazio in squadra, collezionando 23 presenze e 3 reti.

#### Il trasferimento al Benfica
Il 29 maggio 2008 si trasferisce a parametro zero ai portoghesi del Benfica, con cui firma un contratto quadriennale. Viene eletto giocatore del mese della Primeira Liga nel mese di settembre e realizza il primo gol ai danni del Porto, nel febbraio 2009. Nel mese successivo vince la Taça da Liga, superando in finale lo Sporting Lisbona.

#### In prestito al Portsmouth
Il 1º settembre 2009 passa in prestito al Portsmouth, in Premier League. Il 3 ottobre realizza il suo primo gol contro il Wolverhampton, decisivo nella prima vittoria stagionale dei Pompey. In campionato, che vede il Portsmouth retrocedere in Championship, colleziona 18 presenze e 2 reti, quindi rientra al Benfica.

#### La parentesi in prestito al Napoli
Il 30 agosto 2010 si trasferisce al Napoli in prestito con diritto di riscatto. Esordisce in maglia azzurra il 16 settembre 2010 partendo dal primo minuto nel match di Europa League contro gli olandesi dell'Utrecht, mentre il debutto in Serie A ha luogo dieci giorni dopo, il 26 settembre, in Cesena-Napoli (1-4). Il 18 gennaio 2011 realizza il primo gol in maglia azzurra, aprendo le marcature nel match di Coppa Italia contro il Bologna. Nel quarto di finale contro l'Inter, conclusosi ai rigori, realizza il quinto della serie dal dischetto con un cucchiaio. Colleziona 29 presenze in campionato (15 delle quali da titolare) e 39 complessive in stagione.
A fine stagione il Napoli decide di non riscattarlo e il calciatore rientra al Benfica.

#### Il trasferimento al Granada
Il 23 agosto 2011 viene acquistato a titolo definitivo dagli spagnoli del Granada, neopromosso in Primera División, firmando un contratto triennale.

#### Il ritorno in Italia: Udinese
Il 29 gennaio 2014 passa in prestito all'Udinese.

#### Al-Fujairah
Nell'estate 2014 firma per il club emiratino dell'Dibba Al-Fujairah.

#### Belenenses
Dopo essere rimasto svincolato per più di un anno, il 3 luglio 2016 firma un contratto annuale con i portoghesi del Belenenses.

### Nazionale
Nella prima fase della sua carriera milita nelle Nazionali giovanili francesi, vincendo il Mondiale Under-17 del 2001 con la selezione di categoria giocando da titolare tutte le partite, finale compresa.
A livello di Nazionale maggiore, tuttavia, opta per l'Algeria, con cui esordisce l'11 ottobre 2009 nel match contro il Ruanda, valido per le qualificazioni al Mondiale 2010.
Diventa in breve tempo un giocatore chiave della Nazionale magrebina, guadagnandosi la convocazione per la Coppa d'Africa 2010, in cui disputa dal primo minuto tutte e 6 le partite giocate dall'Algeria, e quindi per il Mondiale 2010 in Sudafrica, dove è confermato titolare.
Trova la sua prima rete il 27 marzo 2011 nella partita casalinga contro il Marocco, valida per le qualificazioni alla Coppa d'Africa 2012, realizzando il gol vittoria su calcio di rigore.

## Statistiche

### Presenze e reti nei club
| Stagione          | Squadra           | Campionato        | Campionato | Campionato | Coppe nazionali | Coppe nazionali | Coppe nazionali | Coppe continentali | Coppe continentali | Coppe continentali | Altre coppe | Altre coppe | Altre coppe | Totale | Totale |
| Stagione          | Squadra           | Comp              | Pres       | Reti       | Comp            | Pres            | Reti            | Comp               | Pres               | Reti               | Comp        | Pres        | Reti        | Pres   | Reti   |
| ----------------- | ----------------- | ----------------- | ---------- | ---------- | --------------- | --------------- | --------------- | ------------------ | ------------------ | ------------------ | ----------- | ----------- | ----------- | ------ | ------ |
| 2005-2006         | Stade Lavallois   | L2                | 14         | 1          | CdL+CdF         | -               | -               | -                  | -                  | -                  | -           | -           | -           | 14     | 1      |
| 2006-2007         | Le Mans           | L1                | 1          | 0          | CdL+CdF         | -               | -               | -                  | -                  | -                  | -           | -           | -           | 1      | 0      |
| 2007-2008         | Le Mans           | L1                | 23         | 3          | CdL+CdF         | 3+2             | 1+0             | -                  | -                  | -                  | -           | -           | -           | 28     | 4      |
| Totale Le Mans    | Totale Le Mans    | Totale Le Mans    | 24         | 3          |                 | 5               | 1               |                    | -                  | -                  |             | -           | -           | 29     | 4      |
| 2008-2009         | Benfica           | PL                | 25         | 1          | CdL+CdP         | 3+1             | 0+1             | CU                 | 5                  | 0                  | -           | -           | -           | 34     | 2      |
| 2009-2010         | Portsmouth        | PL                | 18         | 2          | FLC+FAC         | 3+2             | 0               | -                  | -                  | -                  | -           | -           | -           | 23     | 2      |
| 2010-2011         | Napoli            | A                 | 29         | 0          | CI              | 2               | 1               | UEL                | 8                  | 0                  | -           | -           | -           | 39     | 1      |
| 2011-2012         | Granada           | PD                | 14         | 0          | CdR             | 0               | 0               | -                  | -                  | -                  | -           | -           | -           | 14     | 0      |
| 2012-2013         | Granada           | PD                | 2          | 0          | CdR             | 0               | 0               | -                  | -                  | -                  | -           | -           | -           | 2      | 0      |
| 2013-gen. 2014    | Granada           | PD                | 10         | 1          | CdR             | 2               | 0               | -                  | -                  | -                  | -           | -           | -           | 12     | 1      |
| Totale Granada    | Totale Granada    | Totale Granada    | 26         | 1          |                 | 2               | 0               |                    | -                  | -                  |             | -           | -           | 28     | 1      |
| gen.-giu. 2014    | Udinese           | A                 | 10         | 0          | CI              | 1               | 0               | -                  | -                  | -                  | -           | -           | -           | 11     | 0      |
| 2014-2015         | Al-Fujairah       | AGL               | 13         | 1          | CPA             | 1               | 0               | -                  | -                  | -                  | -           | -           | -           | 14     | 1      |
| 2016-2017         | Belenenses        | PL                | 18         | 0          | CP+CdL          | 0+3             | 0               | -                  | -                  | -                  | -           | -           | -           | 21     | 0      |
| 2017-2018         | Belenenses        | PL                | 25         | 3          | CP+CdL          | 1+3             | 0               | -                  | -                  | -                  | -           | -           | -           | 29     | 3      |
| Totale Belenenses | Totale Belenenses | Totale Belenenses | 43         | 3          |                 | 7               | 0               |                    | -                  | -                  |             | -           | -           | 50     | 3      |
| Totale carriera   | Totale carriera   | Totale carriera   | 202        | 12         |                 | 27              | 3               |                    | 13                 | 0                  |             | -           | -           | 242    | 15     |

### Cronologia presenze e reti in nazionale
| Cronologia completa delle presenze e delle reti in nazionale ― Algeria | Cronologia completa delle presenze e delle reti in nazionale ― Algeria | Cronologia completa delle presenze e delle reti in nazionale ― Algeria | Cronologia completa delle presenze e delle reti in nazionale ― Algeria | Cronologia completa delle presenze e delle reti in nazionale ― Algeria | Cronologia completa delle presenze e delle reti in nazionale ― Algeria | Cronologia completa delle presenze e delle reti in nazionale ― Algeria | Cronologia completa delle presenze e delle reti in nazionale ― Algeria |
| Data                                                                   | Città                                                                  | In casa                                                                | Risultato                                                              | Ospiti                                                                 | Competizione                                                           | Reti                                                                   | Note                                                                   |
| ---------------------------------------------------------------------- | ---------------------------------------------------------------------- | ---------------------------------------------------------------------- | ---------------------------------------------------------------------- | ---------------------------------------------------------------------- | ---------------------------------------------------------------------- | ---------------------------------------------------------------------- | ---------------------------------------------------------------------- |
| 11-10-2009                                                             | Blida                                                                  | Algeria                                                                | 3 – 1                                                                  | Ruanda                                                                 | Qual. Mondiali 2010                                                    | -                                                                      | 52’                                                                    |
| 18-11-2009                                                             | Omdurman                                                               | Algeria                                                                | 1 – 0                                                                  | Egitto                                                                 | Qual. Mondiali 2010                                                    | -                                                                      |                                                                        |
| 11-1-2010                                                              | Luanda                                                                 | Malawi                                                                 | 3 – 0                                                                  | Algeria                                                                | Coppa d'Africa 2010 - 1º turno                                         | -                                                                      |                                                                        |
| 14-1-2010                                                              | Luanda                                                                 | Mali                                                                   | 0 – 1                                                                  | Algeria                                                                | Coppa d'Africa 2010 - 1º turno                                         | -                                                                      | 33’                                                                    |
| 18-1-2010                                                              | Luanda                                                                 | Angola                                                                 | 0 – 0                                                                  | Algeria                                                                | Coppa d'Africa 2010 - 1º turno                                         | -                                                                      |                                                                        |
| 24-1-2010                                                              | Cabinda                                                                | Costa d'Avorio                                                         | 2 – 3 dts                                                              | Algeria                                                                | Coppa d'Africa 2010 - Quarti di finale                                 | -                                                                      |                                                                        |
| 28-1-2010                                                              | Benguela                                                               | Algeria                                                                | 0 – 4                                                                  | Egitto                                                                 | Coppa d'Africa 2010 - Semifinale                                       | -                                                                      |                                                                        |
| 30-1-2010                                                              | Benguela                                                               | Nigeria                                                                | 1 – 0                                                                  | Algeria                                                                | Coppa d'Africa 2010 - Finale 3º posto                                  | -                                                                      | [ 14 ]                                                                 |
| 3-3-2010                                                               | Algeri                                                                 | Algeria                                                                | 0 – 3                                                                  | Serbia                                                                 | Amichevole                                                             | -                                                                      |                                                                        |
| 13-6-2010                                                              | Polokwane                                                              | Algeria                                                                | 0 – 1                                                                  | Slovenia                                                               | Mondiali 2010 - 1º turno                                               | -                                                                      | 90’                                                                    |
| 18-6-2010                                                              | Città del Capo                                                         | Inghilterra                                                            | 0 – 0                                                                  | Algeria                                                                | Mondiali 2010 - 1º turno                                               | -                                                                      | 74’                                                                    |
| 23-6-2010                                                              | Pretoria                                                               | Stati Uniti                                                            | 1 – 0                                                                  | Algeria                                                                | Mondiali 2010 - 1º turno                                               | -                                                                      | 17’                                                                    |
| 11-8-2010                                                              | Algeri                                                                 | Algeria                                                                | 1 – 2                                                                  | Gabon                                                                  | Amichevole                                                             | -                                                                      |                                                                        |
| 3-9-2010                                                               | Blida                                                                  | Algeria                                                                | 1 – 1                                                                  | Tanzania                                                               | Qual. Coppa d'Africa 2012                                              | -                                                                      |                                                                        |
| 10-10-2010                                                             | Bangui                                                                 | Rep. Centrafricana                                                     | 2 – 0                                                                  | Algeria                                                                | Qual. Coppa d'Africa 2012                                              | -                                                                      | 72’                                                                    |
| 27-3-2011                                                              | Algeri                                                                 | Algeria                                                                | 1 – 0                                                                  | Marocco                                                                | Qual. Coppa d'Africa 2012                                              | 1                                                                      | 89’                                                                    |
| 4-6-2011                                                               | Marrakech                                                              | Marocco                                                                | 4 – 0                                                                  | Algeria                                                                | Qual. Coppa d'Africa 2012                                              | -                                                                      | 46’                                                                    |
| 3-9-2011                                                               | Dar es Salaam                                                          | Tanzania                                                               | 1 – 1                                                                  | Algeria                                                                | Qual. Coppa d'Africa 2012                                              | -                                                                      | 56’                                                                    |
| 9-10-2011                                                              | Algeri                                                                 | Algeria                                                                | 2 – 0                                                                  | Rep. Centrafricana                                                     | Qual. Coppa d'Africa 2012                                              | 1                                                                      | 23’ 79’                                                                |
| 12-11-2011                                                             | Blida                                                                  | Algeria                                                                | 1 – 0                                                                  | Tunisia                                                                | Amichevole                                                             | -                                                                      | 72’                                                                    |
| 10-9-2013                                                              | Blida                                                                  | Algeria                                                                | 1 – 0                                                                  | Mali                                                                   | Qual. Mondiali 2014                                                    | -                                                                      | 84’                                                                    |
| 12-10-2013                                                             | Ouagadougou                                                            | Burkina Faso                                                           | 3 – 2                                                                  | Algeria                                                                | Qual. Mondiali 2014                                                    | -                                                                      | 68’                                                                    |
| 19-11-2013                                                             | Blida                                                                  | Algeria                                                                | 1 – 0                                                                  | Burkina Faso                                                           | Qual. Mondiali 2014                                                    | -                                                                      | 68’                                                                    |
| 5-3-2014                                                               | Blida                                                                  | Algeria                                                                | 2 – 0                                                                  | Slovenia                                                               | Amichevole                                                             | -                                                                      | 76’                                                                    |
| 4-6-2014                                                               | Lancy                                                                  | Algeria                                                                | 2 – 1                                                                  | Romania                                                                | Amichevole                                                             | -                                                                      | 69’                                                                    |
| 26-6-2014                                                              | Curitiba                                                               | Algeria                                                                | 1 – 1                                                                  | Russia                                                                 | Mondiali 2014 - 1º turno                                               | -                                                                      | 71’                                                                    |
| Totale                                                                 |                                                                        | Presenze                                                               | 26                                                                     |                                                                        | Reti                                                                   | 2                                                                      |                                                                        |

## Palmarès

### Club

#### Competizioni nazionali
- Coppa di Lega portoghese: 1

Benfica: 2009

### Nazionale
- Campionato mondiale Under-17: 1

Francia: 2001